# الجرعان (أرحب)

تعديل مصدري - تعديل

الجرعان هي إحدى قرى عزلة زندان بمديرية أرحب التابعة لمحافظة صنعاء، بلغ تعداد سكانها 264 نسمة حسب تعداد اليمن لعام 2004.